# Rügener Kreide

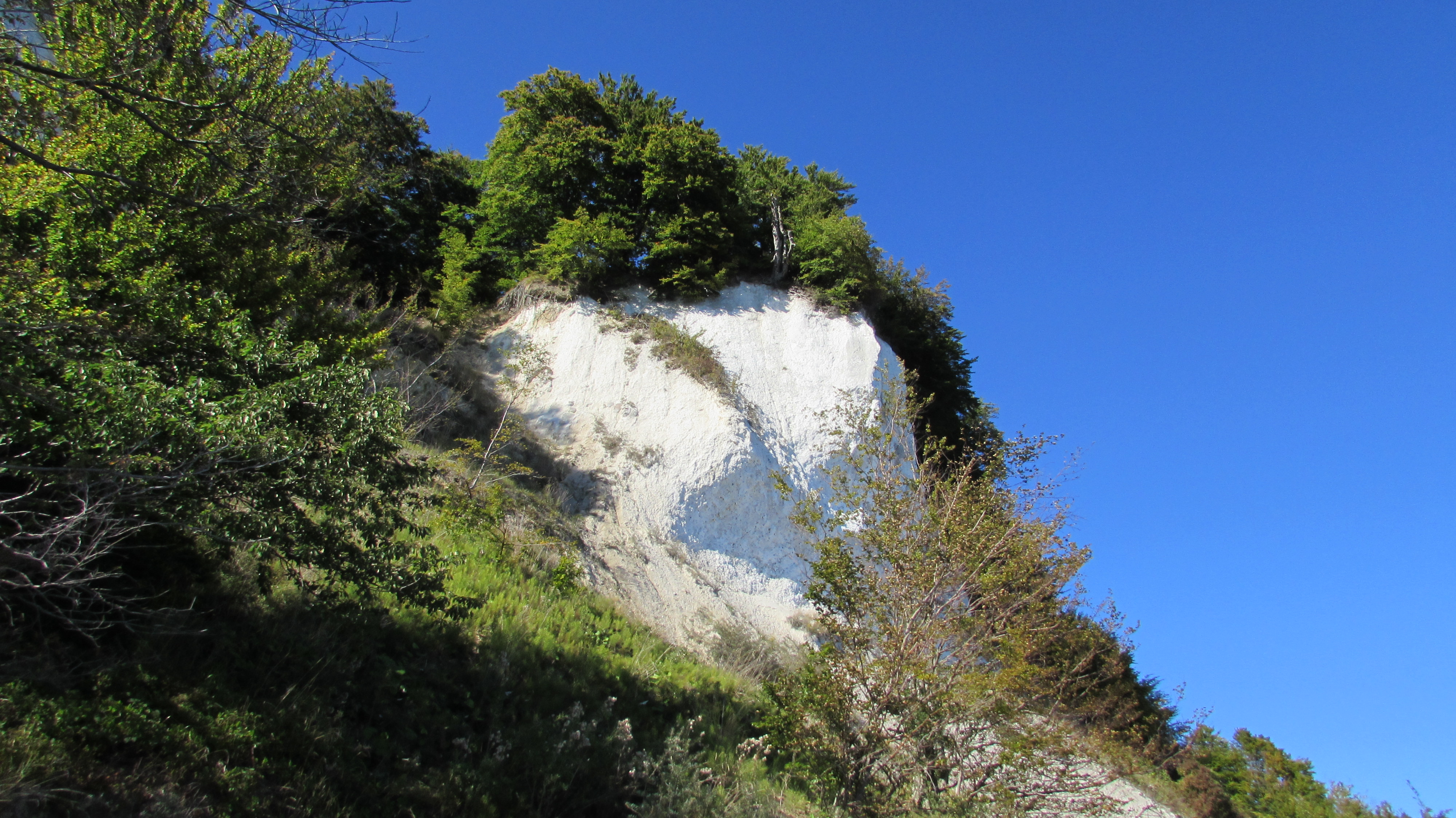
Klippe aus Rügener Kreide im Nationalpark Jasmund

Rügener Kreide, auch Rügener Schreibkreide, ist die landläufige Bezeichnung für einen sehr reinen, sehr feinkörnigen, weißen, mürben und hochporösen Kalkstein der höchsten Oberkreide (Maastrichtium). Er ist unter anderem im Kliff der Steilküste des Jasmund im Nordosten der Insel Rügen aufgeschlossen („Kreidefelsen“).
Daneben ist Rügener Kreide der Handelsname für das Weißpigment, das aus diesen Kalksteinen gewonnen wird.

## Stratigraphie
Die Rügener Kreide gehört lithostratigraphisch zur Hemmoor-Formation der Schreibkreide-Gruppe und wird innerhalb dieser Formation als Rügen-Member ausgeschieden. Chronostratigraphisch fällt das Rügen-Member ins späte untere bis späte obere Untermaastricht (ca. 70 Mio. Jahre vor heute).

## Merkmale
Kreidekalksteine sind oft geschichtet. Die Rügener Kreide ist jedoch ungeschichtet-massig ausgebildet. Bemerkenswert ist die extreme Feinkörnigkeit und sehr geringe Zementation, die mit einer hohen Porosität einhergeht. Die geringe Zementation und die hohe Porosität bewirken, dass sich das Gestein mit sehr viel Wasser vollsaugen kann. Während trockene Rügener Kreide zwar relativ mürbe aber dennoch spröde ist, verhält sich wassergesättigte Rügener Kreide eher plastisch – fast wie feuchter Ton – und kann mit dem Messer geschnitten werden. Wie viele andere Kalksteine der Oberkreide hat die Rügener Kreide einen sehr hohen Gehalt an Calciumcarbonat (CaCO3, „kohlensaurer Kalk“). Bei der Rügener Kreide sind es mindestens 97 %. Der weit überwiegende Teil des Calciumcarbonats liegt in Form mikrometergroßer Niedrig-Mg-Calcit-Plättchen, sogenannter Coccolithen, vor, bei denen es sich um Reste von einzelligen, planktonischen Kalkalgen, sogenannten Coccolithophoriden, handelt. Die Kalkalgen lebten vor etwa 70 Mio. Jahren im lichtdurchfluteten Oberflächenwasser eines Meeres, das Norddeutschland bedeckte. Nach ihrem Tod sanken sie auf den Meeresboden und bildeten im Laufe der Zeit mächtige Ablagerungen aus Kalkschlamm. Dieser Kalkschlamm ist heute in Form der Rügener Kreide überliefert.
Ebenfalls typisch für die Rügener Kreide ist ihr hoher Gehalt an Konkretionen aus Feuerstein. Diese sind meist als Knollen ausgebildet und in einzelnen Horizonten angereichert. Teilweise gibt es aber auch plattige Bildungen verschiedener Mächtigkeit. Besonders große, zylindrische Feuersteinkonkretionen sind als „Sassnitzer Blumentöpfe“ bekannt (siehe auch → Paramoudra). Das Siliziumdioxid (SiO2), aus dem sich die Feuersteine gebildet haben, entstammt ursprünglich einzelligen Kieselalgen (Radiolarien, Diatomeen), die zusammen mit den Kalkalgen im Kreidemeer lebten: Nach Ablagerung des radiolarien- und diatomeenhaltigen Coccolithenschlamms löste sich das SiO2 der Kieselalgen in Wässern, die im Porenraum des Sedimentes zirkulierten und wurde an anderer Stelle im Sediment wieder ausgefällt. Diese Stellen werden heute durch die Feuersteine repräsentiert. Da der Feuerstein deutlich verwitterungs- und erosionsbeständiger ist als der Kalkstein, sammelt er sich am Strand der Kreidesteilküste an und wird während Sturmereignissen durch Wellen und Strömung auch in benachbarte Bereiche der Küste transportiert und dort abgelagert. Dahingehend besonders bekannt sind die Feuersteinfelder bei Prora.

## Vorkommen
Im nordöstlichen Teil der Insel Rügen, auf der Halbinsel Jasmund, befinden sich umfangreiche Kreidevorkommen. Am bekanntesten sind wohl die „Rügener Kreidefelsen“ der Kliffküste in der Umgebung von Sassnitz (siehe auch → Stubbenkammer, → Königsstuhl). Diese Küstenformationen sind Teil des Nationalparks Jasmund und stehen unter strengem Naturschutz.
Aber auch im Hinterland des Jasmund liegt Kreide unter einer 1 bis 10 m mächtigen Deckschicht im Untergrund. Dort gibt es viele Steinbrüche und Tagebaue, von denen fast alle mittlerweile wegen Unwirtschaftlichkeit oder aus Landschaftsschutzgründen aufgegeben worden sind. Mit Wasser vollgelaufen, sind sie in Luftaufnahmen des Jasmund als kleine und große Seen und Teiche zu erkennen (der aktuell größte ist der „Kreidesee Wittenfelde“). Selbst im Stadtgebiet von Sassnitz sieht man noch alte Kreidebrüche, die aber aus der Anfangszeit des 19. Jahrhunderts stammen. Aktuell wird die Kreide im Tagebau Promoisel gefördert.

## Geschichte

### Allgemeines

Karte des Sassnitzer Hafens um 1912 mit Kreidekai (unten links) und davon nach Nordwesten abgehend die Kreideseilbahn

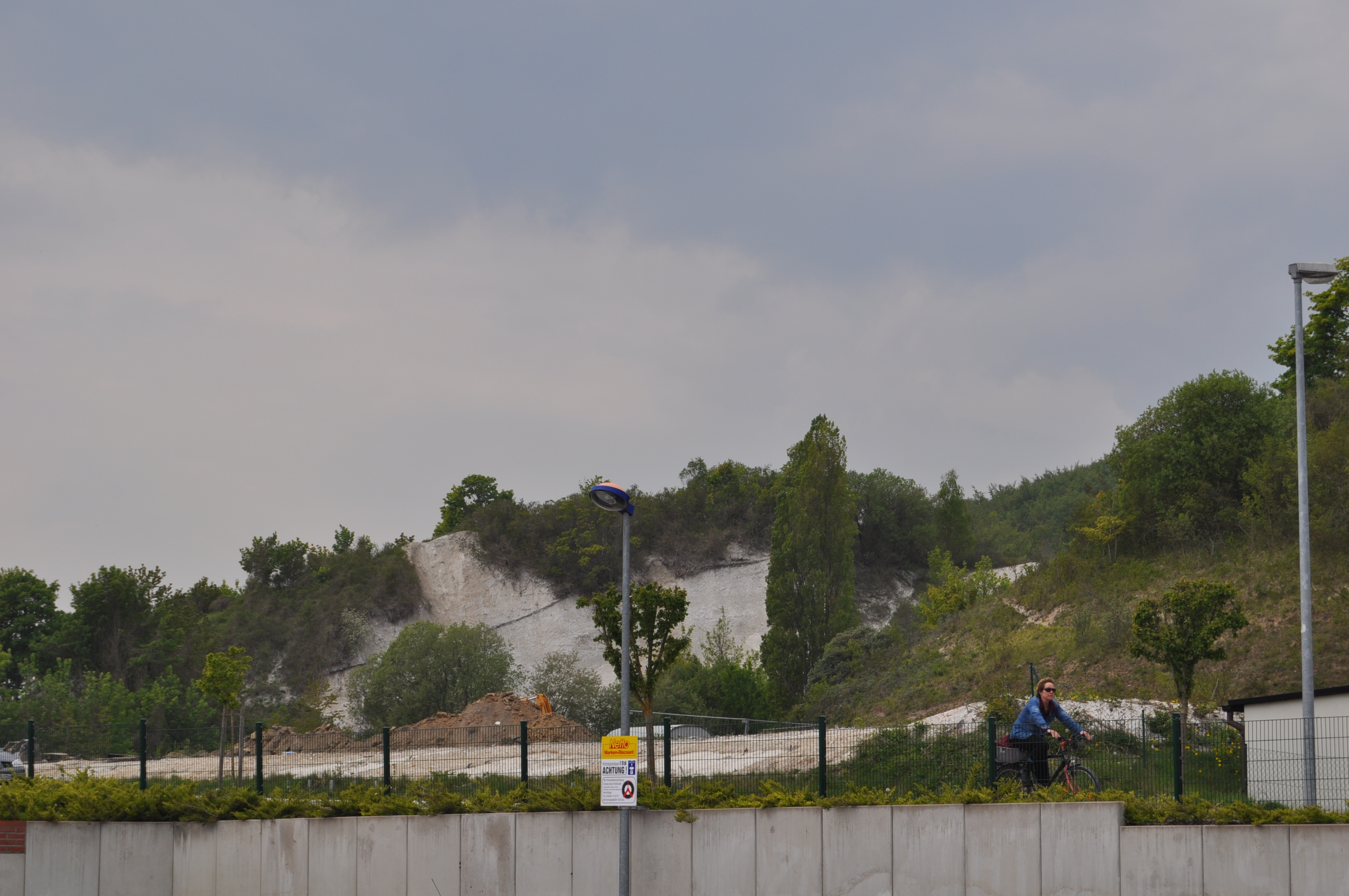
Alter Kreidebruch in Sassnitz

Bereits um 1720 wurde in der Granitz Kreide für die Herstellung von Branntkalk (CaO) in Steinbrüchen abgebaut. Der Grundstein für die Rügener Kreideindustrie wurde aber erst in der ersten Hälfte des 19. Jahrhunderts durch den Unternehmer und Naturforscher Friedrich von Hagenow (1797–1865) gelegt. Im Jahre 1832 pachtete er die Kreidebrüche in der Stubnitz, und im gleichen Jahr eröffnete er eine Schlämmerei in Greifswald. Die Rohkreide gelangte seinerzeit mit dem Schiff vom Jasmund in die Hagenow’sche Schlämmerei. Durch das Aufschlämmen wurde die Rohkreide von den unerwünschten Gesteinsbestandteilen wie Flint (Feuersteine, siehe oben) und feinkörnigeren Verunreinigungen (sogenannter Grand) getrennt, und nach dem gleichen Prinzip wird auch noch heute verfahren. Zu Zeiten von Hagenows und auch noch lange danach wurden Abbau und Aufbereitung der Kreide jedoch fast ausschließlich mit menschlicher Muskelkraft betrieben und die Arbeit war körperlich sehr anstrengend.
Ab dem späten 19. Jahrhundert entwickelte sich das Fischerdorf Sassnitz, in direkter Nachbarschaft der Stubnitz gelegen, langsam zu einem Zentrum der Kreideindustrie, nicht zuletzt weil der Großteil der Kreidegruben auf dem Jasmund lag. Zwischen den einzelnen Schlämmereien entwickelte sich ein harter Konkurrenzkampf. Schon von Hagenow musste seinen Betrieb 1850 unter anderem aus diesem Grund aufgeben. Daher schlossen sich 17 Unternehmen mit 23 Schlämmereien 1899 zu einem Kartell zusammen und legten für alle Mitglieder verbindliche Förder- bzw. Produktionsmengen und Preise fest. Im Jahre 1928 wurden rund 500.000 t Rohkreide aus den Jasmunder Brüchen in Martinshafen am Großen Jasmunder Bodden und in Sassnitz verladen. Mit 80.000 t Umschlag spielte die Schlämmkreideproduktion auf dem Jasmund zu dieser Zeit jedoch nur eine untergeordnete Rolle. Abnehmer der Rohkreide waren vor allem die Portlandzementfabriken in Wolgast, Lebbin und Stettin. So gehörten denn auch einige Gruben und Schlämmanlagen auf dem Jasmund direkt der Stettiner Portlandzementfabrik A. G. von Martin Quistorp. Der andere große Kreide- und Zementproduzent und bedeutendster Akteur im Rügener Kreidekartell war der 1872 von Johannes Quistorp gegründete Pommersche Industrieverein a. A.
Mit dem Zusammenbruch am Ende des Zweiten Weltkrieges kamen die Kreideförderung und -aufbereitung vorübergehend zum Erliegen. Einige Anlagen, unter anderem die Kreideseilbahn zum Sassnitzer Hafen, wurden demontiert und als Kriegsentschädigung in die Sowjetunion verbracht. Zudem bedeutete die Zugehörigkeit der Insel Rügen zur Sowjetischen Besatzungszone und später zur DDR die Beseitigung privatwirtschaftlicher Strukturen in der Rügener Kreideindustrie für die nächsten 45 Jahre. Erst in dieser Periode löste in vielen Bereichen moderne Technik die anstrengende körperliche Arbeit vollends ab. Da mit dem Wiederaufbau Kreide als Rohstoff bald wieder gefragt war, nahmen nach 1945 insgesamt 19 Kreidebrüche auf Rügen den Betrieb auf, die ab 1957 im VEB Vereinigte Kreidewerke Rügen zusammengeschlossen waren. Schon vor 1945 war in den ältesten Brüchen am östlichen Rand des Jasmunds und bei Lohme, ebenso wie in den Brüchen vom Dumsevitz, Rosengarten und Altkamp auf Südrügen der Abbau eingestellt worden. Mit der Fertigstellung eines großen und modernen Kreidewerkes in Klementelvitz zwischen Sassnitz und Sagard wurden nach 1962 viele weitere kleinere Kreidebrüche aufgelassen und der Betrieb in VEB Kreidewerk Rügen umbenannt. Der Betrieb gehörte zu DDR-Zeiten verschiedenen Institutionen an. So unterstand er zeitweise dem Rat des Bezirkes Rostock, gehörte dann zur Vereinigung der VEB Bindebaustoffe Halle und danach zur VVB Zement Dessau, die später in VEB Zementkombinat Dessau (ZEKOM) umbenannt wurde. Im Jahre 1984 wurde die juristische Selbstständigkeit des VEB Kreidewerk Rügen schließlich aufgehoben, und er wurde dem VEB Zementwerke Rüdersdorf als Betriebsteil 6 zugeordnet. Unter günstigen Bedingungen erreichte das Kreidewerk Klementelvitz, das nach Inbetriebnahme als eines der modernsten Kreidewerke Europas galt, eine Jahresproduktion von 185.000 t Schlämmkreide und 55.000 t Grand.
Im Zuge der wirtschaftlichen Umwälzungen infolge der politischen Wende in der DDR in den Jahren 1989 und 1990 wurde der VEB Zementwerke Rüdersdorf von der Readymix AG übernommen und das Kreidewerk in Klementelvitz wurde ausgegliedert, in eine GmbH umgewandelt und verblieb zunächst bei der Treuhandanstalt. Der Betrieb der Grubenbahnen für den Transport der Rohkreide aus dem Tagebau Wittenfelde nördlich von Klementelvitz, der zu dieser Zeit einzigen aktiven Kreidegrube auf Rügen, wurde eingestellt. Am 13. August 1993, nach Klärung aller Eigentumsfragen an Grund und Boden, erfolgte die Übernahme der Kreidewerk Rügen GmbH durch die Vereinigte Kreidewerke Dammann KG und damit die Schweizer Omya AG. Bis dahin war der Absatz des Betriebes auf nur 25.000 t gesunken. Omya investierte bis 2010 insgesamt fast 50 Mio. € und errichtete eine hochmoderne Anlage für die Kreideproduktion – vom Abbau bis zur Verladung. Ende der 1990er Jahre wurde der Tagebau Wittenfelde stillgelegt und an seiner statt der Tagebau Promoisel ca. 1 km weiter westlich in Betrieb genommen. Dort waren zu Abbaubeginn etwa 25 Mio. t Rohkreide verfügbar. Die frisch gebrochene Kreide gelangt nunmehr über eine 2 km lange Bandanlage ins Werk und wird dort mit der neuen Naßaufbereitungstechnologie zu Schlämmkreide in unterschiedlichen Feinheiten aufbereitet. Mittlerweile liegt die Jahresproduktion des Werkes bei bis zu 500.000 t. Im Jahre 2009 erging der Planfeststellungsbeschluss für das zukünftige Abbaufeld Goldberg/Lancken-Dubnitz südlich von Klementelvitz, in dem bis zum Jahr 2117 35 Mio. t Kreide abgebaut werden dürfen.

### Gewinnung

Alte topographische Karte mit Martinshafen am Großen Jasmunder Bodden und Kreidebahn

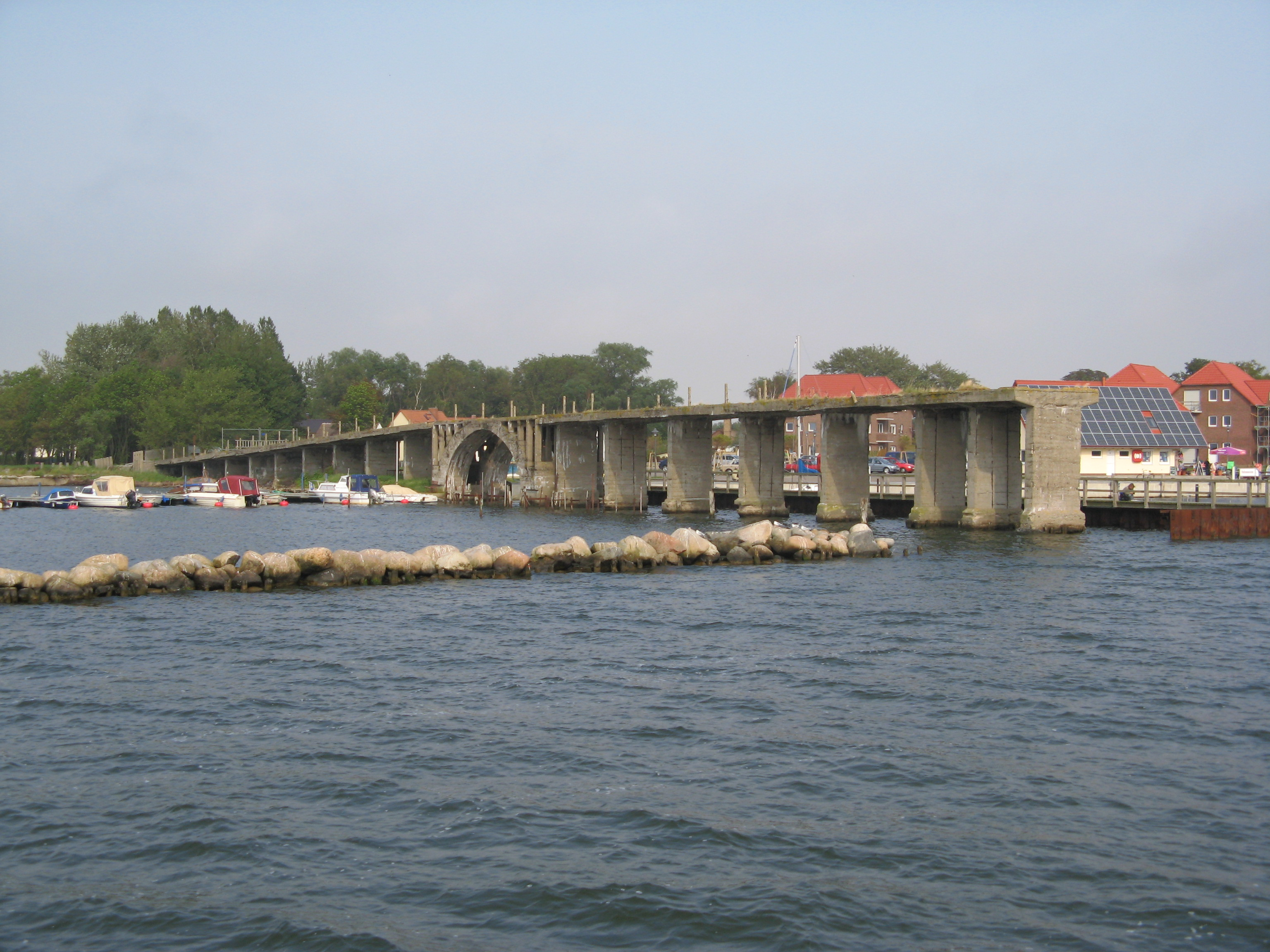
Kreidebrücke im Hafen von Wiek auf Rügen vor der Sanierung

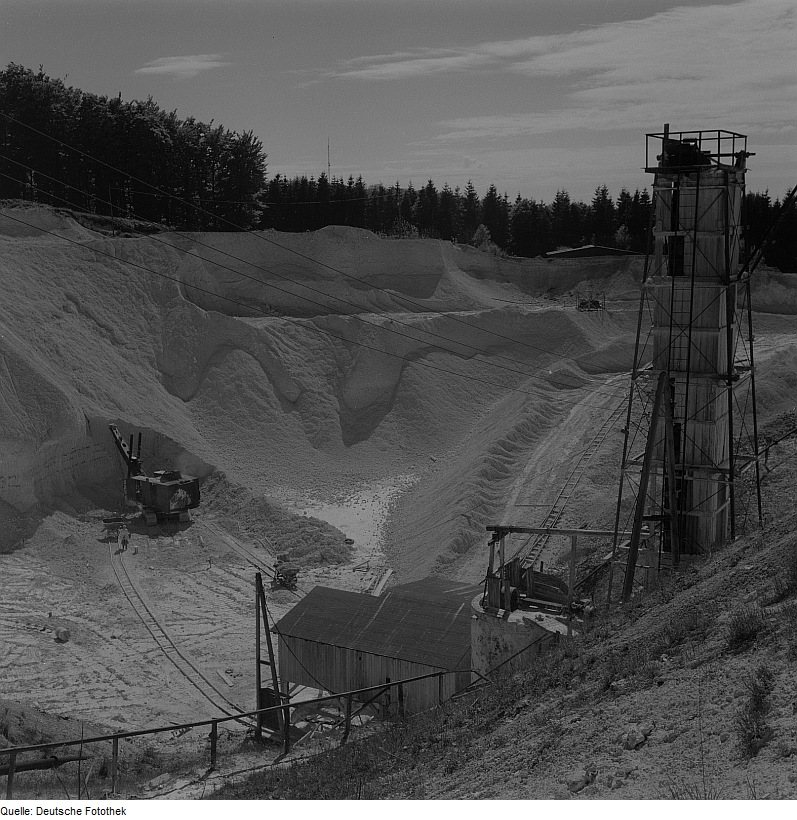
Historische Abbildung vom Kreideabbau im Steinbruch Buddenhagen (1963)

Im 19. und teilweise noch im frühen 20. Jahrhundert musste die Kreide an einer steilen Abbruchwand mit Spitzhacken losgeschlagen und auf Loren zum sogenannten Rührwerk gefahren werden. In großen Bottichen, in denen eiserne Haken rotierten, wurde unter Zugabe von Wasser die Kreide aufgeschlämmt. Bei diesem Arbeitsschritt wurden auch gleich die gröbsten Bestandteile, zumeist Feuerstein, abgetrennt. Die in Wasser aufgeschlämmte Kreide, auch Kreidemilch oder Kreidetrübe genannt, wurde durch sogenannte Absetzrinnen geleitet, an deren Böden sich die feineren Verunreinigungen, der Grand, ablagerten. Die vom Grand befreite Kreidetrübe gelangte schließlich in Absetzbecken, in der die noch in Suspension befindlichen feinsten Partikel zu einer etwa 30 cm mächtigen Schicht absedimentierten. Das nun nicht mehr trübe Wasser wurde abgelassen und das Becken mit frischer Kreidetrübe aufgefüllt, damit sich wiederum die feinen Partikel absetzen konnten. Das ganze wurde solange wiederholt, bis das Sediment eine Mächtigkeit von annähernd 1,5 Metern erreicht hatte. Die fertig geschlämmte feine Kreide hatte noch einen Wassergehalt von 30 bis 35 %. Diese schwere, dickbreiige Masse wurde nun ausgeschlagen, d. h., sie wurde aus den Absetzbecken in Karren geschaufelt. Die Arbeiter, die die Arbeitsschritte vom Abbau bis zum Ausschlagen ausführten, wurden Schlämmer genannt.
Andere Arbeiter, die sogenannten Former, transportierten die nasse Kreide mit den Karren in die Trockenschuppen, formten sie in schaufelgroße Stücke und legten diese dort zum Trocknen aus. Die Formstücke mussten während der Trockenzeit von etwa vier Wochen mehrfach umgeschichtet werden. Mit einer Restfeuchte von ca. 5 % war die Kreide seinerzeit versandreif.
Ab der Wende vom 19. zum 20. Jahrhundert wurden Abbau und Aufbereitung der Kreide zunehmend industrialisiert, wodurch die Produktionsmenge von Roh- und Schlämmkreide deutlich anstieg. So waren bereits vor 1945 etwa ein Dutzend Bagger beim Kreideabbau in Betrieb. Aus den Jasmunder Brüchen gelangte die Rohkreide entweder über eine Eisenbahntrasse, die Kreidebahn, nach Martinshafen bei Sagard (auch dort gibt es alte Brüche) oder mit einer Seilbahn zum Sassnitzer Hafen. Die Kreidebahn gabelte sich in Richtung des Abbaugebietes in einen nördlichen und einen südlichen Streckenabschnitt. Die Südstrecke verlief von Wittenfelde über Klementelvitz und Quatzendorf bis Marlow und vereinigte sich dort mit der nördlichen Linie aus Gummanz. Eine wichtige Rolle beim Transport zu den Häfen spielte auch die Rügensche Kleinbahn. Zur Entlastung der Häfen von Sassnitz und Martinshafen wurde 1914 in Wiek auf Wittow die sogenannte Kreidebrücke zum Verladen der Kreide auf Lastkähne fertig gestellt, die 100 Jahre später als „schwebende Promenade“ wiedereröffnet wurde.
Die Produktion wurde nach 1945 noch einige Zeit mit der Vorkriegstechnik fortgesetzt. Um die Fördermenge zu steigern und gleichzeitig eine gleichbleibende Qualität der Schlämmkreide mit einer Restfeuchte von etwa 0,5 % und Korngrößen nicht über 63 µm gewährleisten zu können, wurden neue Technologien entwickelt und ein neues Kreidewerk in Klementelvitz konzipiert und ab 1958 für 30 Millionen Mark (DDR) gebaut. In diesem Zusammenhang wurde die schwere körperliche Arbeit in der Wand vollends durch damals modernes Fördergerät wie den Bagger UB 80 abgelöst, einen DDR-Standard-Bagger der 1960er und 1970er Jahre. Der Transport sowohl der Rohkreide als auch des Abraums erfolgte über Eisenbahnen. Mit der Fertigstellung dieses Werkes 1962 (zunächst Probebetrieb, ab 1963 reguläre Produktion) wurde die Produktionsdauer vom Abbau bis zur Verpackung auf nur 80 Minuten verkürzt. Bis dahin waren es bis zu 80 Tage.
Die Kreideloren und die Bagger wurden später größer (UB 162-1), versuchsweise wurden in der Abraumförderung auch 20-m³-Loren aus dem Braunkohletagebau eingesetzt, nachdem die Gleise entsprechend umgerüstet waren. Je nach Bodenverhältnissen übernahmen auch schwere LKW den Abraumtransport, und für die Verlegung der Gleisjoche waren Spezialbagger im Einsatz. Auch wurde die Kreide teilweise schon im Tagebau unter Einsatz eines „mobilen Schlämmgerätes“ voraufbereitet.

## Verwendung
Wie jeder andere weitgehend reine Kalkstein lässt sich die Rügener Kreide sowohl für die Zementherstellung als auch die Produktion von Düngekalk einsetzen. Ein relativ modernes Einsatzgebiet von Kalkstein ist die Rauchgasentschwefelung, und auch Rügener Kreide minderer Qualität wird dieser Verwendung zugeführt, speziell in den Kohlekraftwerken Rostock und Jänschwalde: Schwefeloxide (SOX) reagieren mit dem Calciumcarbonat zu Gips (CaSO4) und Kohlendioxid (CO2). Während das Kohlendioxid in die Atmosphäre entweicht, wird der Gips in der Bauindustrie weiterverwendet.
Ein spezieller Rohstoff, der aus der Aufbereitung der Rohkreide hervorgeht, ist die Schlämmkreide (siehe oben). Schon vor 1945 ging sie mit der Bahn nach Berlin, Bremen, Hamburg, ins Ruhrgebiet, nach Breslau und Stettin und wurde dort in Produkten der Elektro-, Farben- und Kosmetikindustrie weiterverarbeitet. Aus dem VEB Kreidewerk Rügen wurde ab den 1960er Jahren, im Gegensatz zur Vorkriegsproduktion, Schlämmkreide nach Wunsch in 3 Körnungsarten geliefert – „Malkreide 60“, „Feinkreide 40“ und „Mikrotherm 20“. Unter dem Namen „Drei-Kronen-Kreide“ (Nostalgie-Name aus der Schwedenzeit) war Schlämmkreide ein wichtiger Exportartikel der DDR, der in 40 Länder geliefert wurde. Abnehmer waren nach wie vor die Gummi- und Kabelindustrie, Werke der Lack- und Farbenindustrie, sowie der Kosmetik- und Pharmaindustrie. Seit 1974 wurde im Teilbetrieb Quatzendorf Schlämmkreide als Weißpigment zur geleimten Wandfarbe „GW 12“ verarbeitet. Jährlich gelangten davon etwa 8.000 t in den Einzelhandel.
Anders als es der heute noch in der Lithostratigraphie verwendete Name „Schreibkreide“ (siehe oben) vermuten lässt, wird und wurde die Rügener Kreide nicht für die Herstellung von Schul- und Wandtafelkreide verwendet. Zumindest in Mitteleuropa wird diese ausschließlich aus Gips hergestellt.
Mit Aufkommen der Wellness- und Alternativmedizin-Bewegung wird Rügener Schlämmkreide zunehmend als sogenannte Heilkreide für Schlammpackungen und andere Anwendungen angeboten.